# Copa El Salvador de Futebol

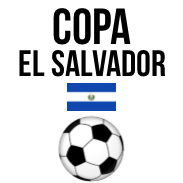
Logo da Copa El Salvador

A Copa Presidente Cup’’’ é o principal torneio eliminatório do futebol masculino de El Salvador.

## Performance por club

### Campeões
| Club            | Campeões | Vice-Campeão | Winning Anos |
| --------------- | -------- | ------------ | ------------ |
| C.D. Águila     | 1        | 1            | 1999-00      |
| Atlético Balboa | 1        | 0            | 2005-06      |
| Once Municipal  | 1        | 0            | 2006-07      |

#### Campeão
| Ano       | Campeão         | Placar | Vice-Campeão                | GolPlacarrs for the Campeão      | GolPlacarrs for the runner up | Manager              |
| --------- | --------------- | ------ | --------------------------- | -------------------------------- | ----------------------------- | -------------------- |
| 1999–2000 | C.D. Águila     | 3–2    | C.D. Luis Ángel Firpo       | * Adrian Mahia x2 * Paul Comiges | Celio Rodríguez x2            | Hugo Coria           |
| 2005–2006 | Atlético Balboa | 2–0    | Independiente Nacional 1906 | Nelson Reyes x2                  | None                          | Jorge Alberto García |
| 2006–2007 | Once Municipal  | 1–0    | C.D. Águila                 | Mario Deras                      | None                          | Nelson Ancheta       |